# Fabriano
Fabriano är en ort och kommun i provinsen Ancona, Marche i Italien. Kommunen hade 30 509 invånare (2018). Kommunen gränsar mot Arcevia, Cagli, Castelplanio, Cerreto d'Esi, Costacciaro, Cupramontana, Esanatoglia, Fiuminata, Fossato di Vico, Frontone, Genga, Gualdo Tadino, Gubbio, Jesi , Matelica, Nocera Umbra, Pergola, Poggio San Vicino, Sassoferrato, Serra San Quirico, Serra Sant'Abbondio samt Sigillo.
Konstnären Gentile da Fabriano föddes i denna stad.